# Odontotaenius zodiacus
Odontotaenius zodiacus là một loài bọ cánh cứng trong họ Passalidae. Loài này được Truqui miêu tả khoa học năm 1857.